# 電力系通信事業者
電力系通信事業者（でんりょくけいつうしんじぎょうしゃ）とは、日本各地域の電力会社の出資で設立された電気通信事業者、およびそれを承継した電気通信事業者で構成されるグループ。

## 概要
PNJグループ（パワー・ネッツ・ジャパン・グループ）とも呼ばれる。地域ネットワークから全国ネットワークまで、全国に張り巡らされた光ファイバー網をインフラ面で支えている。
1985年、通信自由化により日本電信電話公社（電電公社）がNTTとして民営化され、それまで電電公社の独占市場であった通信市場に競争原理が導入された。
これにともない設立された第二電電（DDI）や日本テレコム、日本高速通信などの全国規模の新電電（NCC）に対抗して、各地域の電力会社9社が電力系NCC・地域系NCCとも呼ばれる通信事業会社を設立し参入を果たした。
DDIや日本テレコムはゼロから通信網を構築したが、これに対し電力系NCCは電力業務用の光ファイバーを活用できる、という優位性があった。
またかつて各社の出資でアステル地域会社を設立し、簡易型携帯電話PHSのサービスも行っていた。PHSではない携帯電話に関しても、東京電力と中部電力が日本移動通信（IDO）に、それ以外の電力会社8社が同地域のDDIセルラーグループの事業会社に出資していた。

## 事業者
- 北海道総合通信網 (HOTnet) - 北海道電力系。
  - トークネット（旧：東北インテリジェント通信) - 東北電力系。
- KDDI - 旧：東京通信ネットワーク (TTNet)、東京電力系。パワードコム (PNJグループの幹事会社[5]　設立当時の社名はPNJコミュニケーションズ) に吸収合併され、さらに2006年にはKDDIに吸収合併。なお東京電力は、KDDIの前身の1つの日本移動通信設立時から2011年まで、KDDIの大株主でもあった。
- 中部テレコミュニケーション (CTC) - 元中部電力系。2008年にKDDIの子会社になっている。
- 北陸通信ネットワーク (HTNet) - 北陸電力系。
- オプテージ (OPTAGE) - 関西電力系。旧：大阪メディアポート (OMP)、ケイ・オプティコム (K-OPT)。ケイオプティコムが大阪メディアポートを吸収合併したため、現在の形になった。2019年4月に関西電力と関電システムソリューションズの一部事業譲受とともに、ケイ・オプティコムより商号変更。
- エネコム - 中国電力系。かつては、中国通信ネットワーク (CTNet) が該当会社であったが、中国情報システムサービス (CIS) に吸収合併され、同時にCISがエネルギア・コミュニケーションズに商号変更した上で、継承。2023年7月に現商号に変更。
- STNet (旧：四国情報通信ネットワーク) - 四国電力系。
- QTnet (旧：九州通信ネットワーク) - 九州電力系。
- OTNet (旧：沖縄通信ネットワーク) - 元沖縄電力系。2010年に沖縄セルラー電話の子会社となったため、KDDIの孫会社となる。
- ファミリーネット・ジャパン - 東京電力系。マンションデベロッパーの大京とNTT-MEによって設立[6]。パワードコムへの譲渡を経て[7]、東京電力 (現 東京電力エナジーパートナー) に譲渡されたため[8]、資本関係の都合で電力系通信事業者に分類される[9]。PNJグループには不参加。

HOTNet、TOHKnet、HTNet、OTNetは個人向け事業から完全撤退している。TTNetを合併したパワードコムも合併後に個人向け事業を売却した。
NTT西日本エリアの電力系通信事業者は個人向けFTTHサービスを展開しており、そのうち、HTNetは元から展開しておらず、OTNetは個人向けFTTHサービス (ひかりふる) を系列会社化した沖縄セルラー電話に売却している。それ故に、個人向けFTTHサービスを展開しているエリアのフレッツ光のシェアがNTT東日本エリアや北陸電力エリアと比べて低くなっている。